# Huisarrest
Huisarrest is een strafmaatregel die aan een persoon kan worden opgelegd waarbij de veroordeelde persoon hun eigen huis niet mag verlaten.
In sommige landen is dit een vervanging van hechtenis. Vaak worden er ook restricties opgelegd met betrekking tot bezoek door anderen en andere vormen van communicatie met de buitenwereld. 
Soms wordt met een niet-verwijderbare enkelband, die een elektronisch signaal uitzendt, gecontroleerd of de betrokkene zich aan het verbod houdt (elektronisch huisarrest).
Bekende voorbeelden van personen die onder huisarrest stonden zijn de Myanmarese politica en mensenrechtenactiviste Aung San Suu Kyi en de leider van de Sovjet-Unie Nikita Chroesjtsjov.
Kinderen kunnen – als strafmaatregel – van hun ouders huisarrest krijgen, wat meestal betekent dat ze een of meer dagen het huis alleen mogen verlaten om naar school te gaan. 
Een nog strengere vorm van huisarrest is kamerarrest.